# 노병오
노병오(盧炳吳, 1983년 9월 7일 ~ )는 전 KBO 리그 넥센 히어로즈의 투수이자, 현 KBO 리그 고양 히어로즈의 잔류군 투수코치이다.

## 선수 시절

### 삼성 라이온즈시절
2002년에 입단하였다.

### 현대 유니콘스시절
2003년 시즌 후 삼성 라이온즈가 FA로 박종호를 영입하며 보상 선수로 이적했다.

### 경찰 야구단시절
2008년에 입단하였다.

### 넥센 히어로즈시절
제대 후 복귀했으나 더 이상 1군에 오르지 못하고 2011년에 은퇴했다.

## 야구선수 은퇴 후
2012년부터 화성 히어로즈의 육성 매니저로 활동하다가 2019년부터 고양 히어로즈의 투수코치로 활동했다.
2020년에는 롯데 자이언츠의 투수코치로 활동했고, 2021년부터 키움 히어로즈로 복귀했다.